# Díode d'allau d'un sol fotó

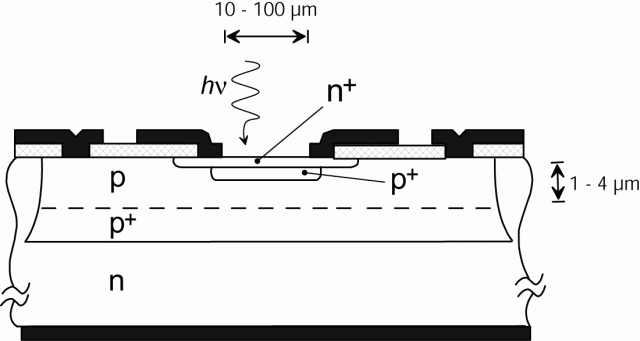
Figura 1 - Secció SPAD fina.

Característica de corrent-tensió d'un SPAD que mostra la corba d'apagat i encès.

Un díode d'allau d'un sol fotó (amb acrònim anglès SPAD) és un fotodetector d'estat sòlid de la mateixa família que els fotodíodes i els fotodíodes d'allau (APD), alhora que està fonamentalment relacionat amb els comportaments bàsics dels díodes. Igual que amb els fotodíodes i els APD, un SPAD es basa al voltant d'una unió pn semiconductora que es pot il·luminar amb radiació ionitzant com ara partícules gamma, raigs X, beta i alfa juntament amb una àmplia part de l'espectre electromagnètic dels ultraviolats (UV) a través de les longituds d'ona visibles i cap a l'infrarojo (IR).

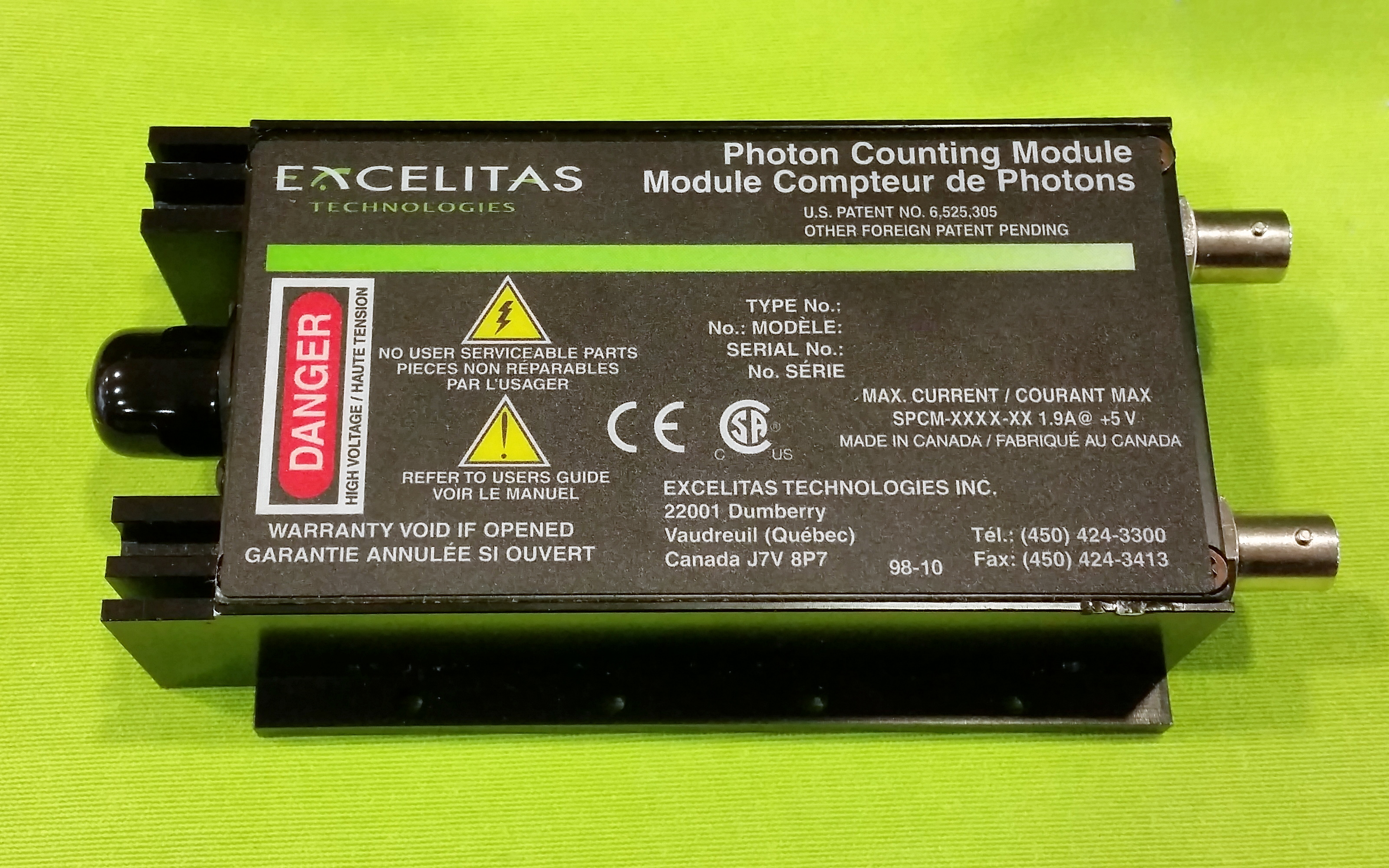
Mòdul comercial de díode d'allau d'un sol fotó per a fotons òptics.

En un fotodíode, amb una baixa tensió de polarització inversa, el corrent de fuga canvia linealment amb l'absorció de fotons, és a dir, l'alliberament de portadors de corrent (electrons i/o forats) a causa de l'efecte fotoelèctric intern. No obstant això, en un SPAD, el biaix invers és tan alt que es produeix un fenomen anomenat ionització per impacte que és capaç de provocar que es desenvolupi un corrent d'allau. Simplement, un portador fotogenerat és accelerat pel camp elèctric del dispositiu fins a una energia cinètica que és suficient per superar l'energia d'ionització del material a granel, eliminant electrons d'un àtom. Una gran allau de portadors de corrent creix de manera exponencial i es pot desencadenar des d'un sol portador iniciat per fotons. Un SPAD és capaç de detectar fotons únics que proporcionen polsos disparadors de curta durada que es poden comptar. Tanmateix, també es poden utilitzar per obtenir l'hora d'arribada del fotó incident a causa de l'alta velocitat que s'acumula l'allau i la baixa fluctuació temporal del dispositiu.
La diferència fonamental entre els SPAD i els APD o fotodíodes és que un SPAD està polaritzat molt per sobre de la seva tensió de ruptura de polarització inversa i té una estructura que permet el funcionament sense danys ni sorolls indeguts. Tot i que un APD és capaç d'actuar com a amplificador lineal, el nivell d'ionització d'impacte i allau dins de l'SPAD ha fet que els investigadors comparen el dispositiu amb un comptador Geiger en què els polsos de sortida indiquen un esdeveniment de "clic". Per tant, la regió de polarització del díode que dona lloc a aquest comportament de tipus "clic" s'anomena regió " mode Geiger ".